# Hybodus leptodus
A espécie Hybodus leptodus foi originalmente erigida por Louis Agassiz a partir de um único fragmento de espinho dorsal depositado no Museu de Bristol.

## Caracterização e diagnose

Reprodução da gravura original do holótipo publicada em 1837 incluindo o texto com a sua diagnose.

Louis Agassiz ao baptizar esta espécie considerou a sua proveniência como desconhecida, este espinho de fisionomia muito pouco arqueada, mas bastante espessa em que as arestas longitudinais são bastante salientes, quase cortantes e sobretudo bem maiores que os sulcos intermediários.
Os dentículos do bordo posterior são pouco espessos e bastante distantes, na verdade mais distantes uns dos outros que os sulcos longitudinais, sendo esta uma das suas características principais.

## Datação e localização do holótipo
Existem incongruências na literatura quanto à datação deste espécime desde o seu baptismo, pois pese embora L.Agassiz afirmar desconhecer a sua proveniência , o autor considerou o espécime proveniente do Jurássico senso lato (pág.2), na mesma obra, chegando mesmo um pouco mais à frente do estudo a avançar a hipótese da proveniência ser das Argilas de Oxford (pág. 70 acompanhado de um ponto de interrogação) algo que de facto não entra em contradição na descrição textual das gravuras ao situar a sua proveniência nas argilas do Jurássico Superior de Kimmeridge, na colina de Shotover, perto de Oxford, desta vez sem expressar qualquer interrogação (Pág.16). 

Mais tarde tudo se complica um pouco mais, pois no importante catálogo de peixes de  Sir  Arthur  Smith  Woodward , que tenta reunir todos espécimes fósseis conhecidos à época, a citação desta espécie segue a afirmação do texto de original de baptismo reafirmando a proveniência como desconhecida[pág.506], no entanto e já numa publicação posterior no ano seguinte, o mesmo autor volta a citar a possível origem na localização de Shotover (pag101). Por fim e com o subtítulo de "Adendas e Correcções" publicados no final desta mesma obra, existe uma afirmação de Mr. Edward Wilson que considera este espinho como possivelmente proveniente do período Triásico e de idade Retiana (Pág.305), sendo esta a ultima referência a esta espécie na literatura científica.

## Status
A esta data e apesar da descrição estar unicamente apoiada num  único e fragmentado espécime, e não sendo citada na literatura mais actual, esta espécie não foi especificamente ainda considerada inválida, aguardando-se uma profunda revisão de todo o género Hybodus o qual  neste momento engloba inúmeras espécies nestas mesmas condições.